# Asociación de la Medalla Milagrosa
La Asociación de la Medalla Milagrosa (aprobada el 8 de julio del año 1909 por el Papa San Pío X) es una asociación de fieles de la Iglesia Católica con presencia internacional, perteneciente a la Familia Vicenciana.

## Historia
Tras los hechos de las visiones de Catalina Labouré, una joven novicia de las Hijas de la Caridad de San Vicente de Paúl para aquel entonces, en el año 1830, en un encuentro místico con María, donde recibiría los mensajes de la Madre de Cristo por medio de visiones en diferentes ocasiones, que darían sustancia a la devoción de la Medalla Milagrosa (Medalla de la Inmaculada Concepción, que posteriormente por la gran cantidad de milagros atribuidos a ella se le conocería popularmente como Medalla Milagrosa) y a la advocación mariana conocida como Nuestra Señora de la Medalla Milagrosa (cuya festividad litúrgica se celebra el 27 de noviembre), la comunidad de fieles devotos del mensaje que se haría llegar a la humanidad por medio de las visiones de la hermana Labouré, conforme aumentaba, y se acercaban a las Hijas de la Caridad quienes llevaban el apostolado de la medalla, construyeron una asociación de fieles que difundiera el mensaje y apostolado de la medalla y el mensaje que la misma lleva (además respondiendo al petitorio de la virgen, quién pidió además que se fundase dicha asociación) asociados a la congregación de las Hijas de la Caridad, y a la Congregación de la Misión, quienes apoyaron la iniciativa, dando origen a la asociación como parte de la red de organizaciones conocidas como Familia Vicenciana, integradas por las congregaciones, institutos seculares y asociaciones inspiradas en el carisma vicenciano, que inició con San Vicente de Paúl y Luisa de Marillac.
La asociación de fieles fue aprobada oficialmente por el Papa San Pío X, en su breve Dilectus Filius, firmado el 8 de julio de 1909. Esta aprobación situó a la Asociación bajo la dirección del Superior General de la Congregación de la Misión y de la Compañía de las Hijas de la Caridad, con el título de Director General. Los Estatutos fueron revisados y aprobados de nuevo el 19 de febrero de 1998 por la Congregación para los Institutos de Vida Consagrada y las Sociedades de Vida Apostólica.
La Asociación es una asociación pública de fieles, integrada por laicos, clérigos y miembros de institutos de vida consagrada y sociedades de vida apostólica que llevan la medalla milagrosa y la honran con una vida cristiana y apostólica, haciéndolo cada miembro desde su estado de vida. Trabajando juntos, buscan fomentar una vida más perfecta en comunión con los demás y realizar actividades apostólicas mediante la difusión del mensaje dado por la Santísima Virgen a Santa Catalina Labouré en 1830.
El 29 de marzo de 2010, el director de la Asociación presentó la petición de aprobación de los Estatutos revisados a la Congregación para los Institutos de Vida Consagrada y Sociedades de Vida Apostólica. La Congregación aprobó los nuevos Estatutos Generales de la Asociación.
La primera Asamblea General de la Asociación de la Medalla Milagrosa se celebró en Roma del 17 al 24 de noviembre de 2014.